# Model de Downs
El model de Downs o de l'elecció racional sobre el comportament electoral va ser fundat per Anthony Downs a finals de la dècada dels anys cinquanta com a un nou model que no té en compte factors socials i d'adscripció partidista com en els de Colúmbia i Michigan, sinó que es basa en el principi de maximitzar els beneficis i minimitzar els costos econòmics de la teoria de l'acció racional. En termes electorals, l'individu tria de manera racional l'opció que li proporcionarà una major utilitat-renda.
Un dels aspectes que permet reduir costos a l'elector és la ideologia. Aquest pot estalviar-li l'esforç d'informar-se per triar simplement el partit que representi millor la seva ideologia. No obstant això, també és necessari que l'elector s'informi sobre l'acció de govern i les alternatives de l'oposició per a comprovar que actuen d'acord amb la ideologia que professen. Es deriva que en cas que el partit al qual va votar canviï de posició sobre temes rellevants, l'individu es plantegi canviar la seva orientació del vot.
També s'ha explicat la participació electoral com un benefici individual, per la recompensa social que produeix votar en complir amb el seu deure cívic. Abstenir-se es considera moralment negatiu i, per tant, pot representar un cost en forma de remordiment o retret/rebuig social. Per contra, el temps, desplaçament i esforç de decidir el vot es consideren costos que l'elector tindrà en compte a l'hora de participar o abstenir-se.